# برو كولومبيا
برو كولومبيا هي وكالة حكومية تابعة للفرع التنفيذي لحكومة كولومبيا، مسؤولة عن تعزيز الصادرات الكولومبية غير التقليدية والسياحة الدولية والاستثمار الأجنبي إلى كولومبيا من خلال تزويد الشركات المحلية بالدعم والخدمات الاستشارية المتكاملة لأنشطتها التجارية الدولية، وتسهيل تصميم و تنفيذ استراتيجيات التدويل الخاصة بهم، ومن خلال تزويد الشركات الأجنبية بالمعلومات التجارية والقانونية والتعليمية حول سوق كولومبيا ومنتجاتها وخدماتها وشركاتها. من خلال مكاتبها الخارجية البالغ عددها 18 مكتبًا في أمريكا الشمالية والوسطى وأمريكا الجنوبية وأوروبا وآسيا، تحافظ برو كولومبيا على وجود أجنبي يروج للعلامة التجارية الكولومبية. تعمل الوكالة مع المنظمات الوطنية والدولية، بما في ذلك فارمفوليو.